# Sentinel-1

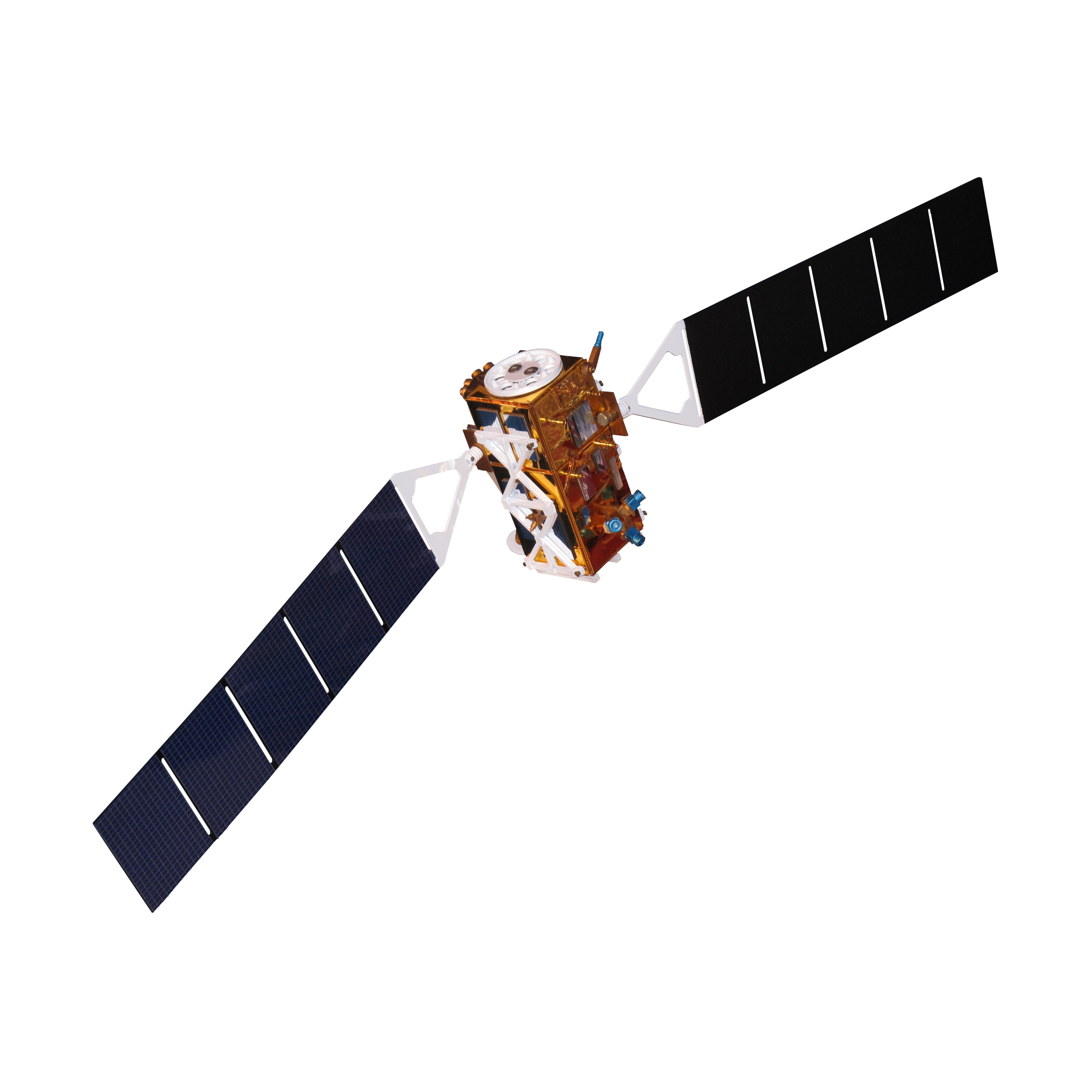
Družice Sentinel-1

Sentinel-1 je první z konstelací družic Programu Copernicus, který je součástí vesmírného programu Evropské kosmické agentury (anglicky: European Space Agency - ESA). V současnosti se skládá ze dvou družic, Sentinel-1A a Sentinel-1C. Družice Sentinel-1B byla vyřazena z provozu kvůli technické závadě a Sentinel-1D je plánovanou náhradou Sentinel-1A. Družice Sentinel-1 nesou na palubě senzor typu C-SAR a jejich posláním je snímání povrchu Země v mikrovlnné části elektromagnetického spektra.

## Družice
Konstelace se skládá ze dvou družic, které obíhají Zemi po slunečně synchronní, subpolární dráze (tj. poblíž pólů planety a se stálým úhlem dopadu slunečních paprsků) s fázovým posuvem 180° ve výšce 693 km nad povrchem. Časové rozlišení snímků v oblasti rovníku je 12 dní pro jednu družici, konstelace dvou interval snižuje na 6 dní. Vyšší zeměpisná šířka a šířka záběru senzoru zkracuje interval na 3–6 dnů.
Družice řady Sentinel-1 jsou:
- Sentinel-1A byl vyslán na oběžnou dráhu 3. dubna 2014 jako první družice programu Copernicus.
- Sentinel-1B byl vyslán na oběžnou dráhu 25. dubna 2016 a pořizoval snímky až do 23. prosince 2021, kdy došlo k poruše související s napájením přístrojů[1]. V důsledku poruchy byla družice vyřazena z provozu 3. srpna 2022.
- Sentinel-1C byl vyslán na oběžnou dráhu 5. prosince 2024 jako náhrada Sentinel-1B a zároveň první polovinou nové konstelace vybavené novým automatickým identifikačním systémem (anglicky: automatic identification system - AIS)[2].
- Sentinel-1D je plánovanou náhradou družice Sentinel-1A a druhou polovinou nové konstelace se systémem AIS. Vypuštění družice je plánováno na rok 2025[3].

## Využití
Program Copernicus je zaměřen na dálkový průzkum Země. Sentinel-1 využívá výhod mikrovlnného záření (nízký vliv oblačnosti a podmínek počasí na kvalitu snímku) a jeho produkty jsou využívány na následující:
- Snímání pevniny, oceánů a moří.
- Snímání ledových ker a ledovců.
- Detekce námořních plavidel.
- Podpora krizového řízení.

## Výbava
Družice nesou na palubě senzor C-SAR – mikrovlnný radar se syntetickou aperturou (anglicky: Synthetic Aperture Radar – SAR) snímající povrch Země mikrovlnným zářením o vlnové délce 5,55 cm (5,405 GHz).

## Režimy snímání
Družice mají celkem 7 režimů snímání, z nichž 3 jsou využívány výhradně pro interní kalibraci (produkty tedy nejsou veřejně přístupné) a 4 produkční režimy, které jsou popsány v tabulce níže. Všechny režimy využívají lineární polarizace.
| Režim                           | Šířka záběru | Úhel dopadu            | Prostorové rozlišení |
| ------------------------------- | ------------ | ---------------------- | -------------------- |
| Stripmap (SM)                   | 80 km        | 18,3–46,8°             | 5×5 m                |
| Interferometric Wide Swath (IW) | 250 km       | 29,1–46,0°             | 5×20 m               |
| Extra Wide Swath (EW)           | 410 km       | 18,9–47,0°             | 20×40 m              |
| Wave Mode (WM)                  |              | 21,6–25,1°; 34,8–38,0° | 5×5 m                |

### Produkty
Všechny produkty jsou dostupné online do 24 hodin od snímání. Produkty jsou dostupné na úrovních Level-0 (L0), Level-1 (L1) a Level-2 (L2). L0 jsou surová data určená k dalšímu zpracování do vyšších úrovní kalibrací a aplikací dalších algoritmů. Mezi oficiální produkty L1 se řadí Single Look Complex (SLC) a Ground Range Detected (GRD). SLC jsou georeferencovaná data režimů IW, EW a WM. GRD jsou produktem multilookingu, což je metoda snižování zrnitosti mikrovlnných snímků (speckle). Jediným oficiálním produktem úrovně L2 jsou data OCN (Ocean), sloužící pro účely oceánografie.